# 87 Herculis
87 Herculis är en misstänkt variabel i Herkules stjärnbild.
Stjärnan har visuell magnitud +5,12 och varierar med 0,04 magnituder utan någon fastställd periodicitet.